# Francis Henriquez de Zubiría
Francis Henriquez de Zubiría (ur. 10 grudnia 1869 w Paryżu, zm. 2 września 1933 tamże) – kolumbijski sportowiec, wicemistrz olimpijski (1900) w przeciąganiu liny we francuskiej drużynie Racing Club de France.
Podczas igrzysk olimpijskich w Paryżu w roku 1900 był w składzie zespołu Racing Club de France, który zdobył srebrne medale w przeciąganiu liny (sklasyfikowano dwie drużyny).